# Ruhmannsberg
Der Ruhmannsberg ist ein Berg nahe Hauzenberg, einer Stadt im niederbayerischen Landkreis Passau. Der Berg ist 863 Meter hoch. Am Fuße des Berges liegen die Dörfer Kollersberg, Germannsdorf, Röhrendobel und Ruhmannsdorf. Ein nebenstehender Berg ist der Staffelberg. Auf dem Ruhmannsberg gibt es viele Wanderwege und Forststraßen. Der Berg ist dicht von Wald und Wiesen bewachsen.
Am Ruhmannsberg gibt es zwei Wasserschutzgebiete und einen Löschwasserbehälter.